# Cementiri de Santo Amaro de Pontevedra
|  | Per a altres significats, vegeu «Cementiri de Santo Amaro de la Corunya». |

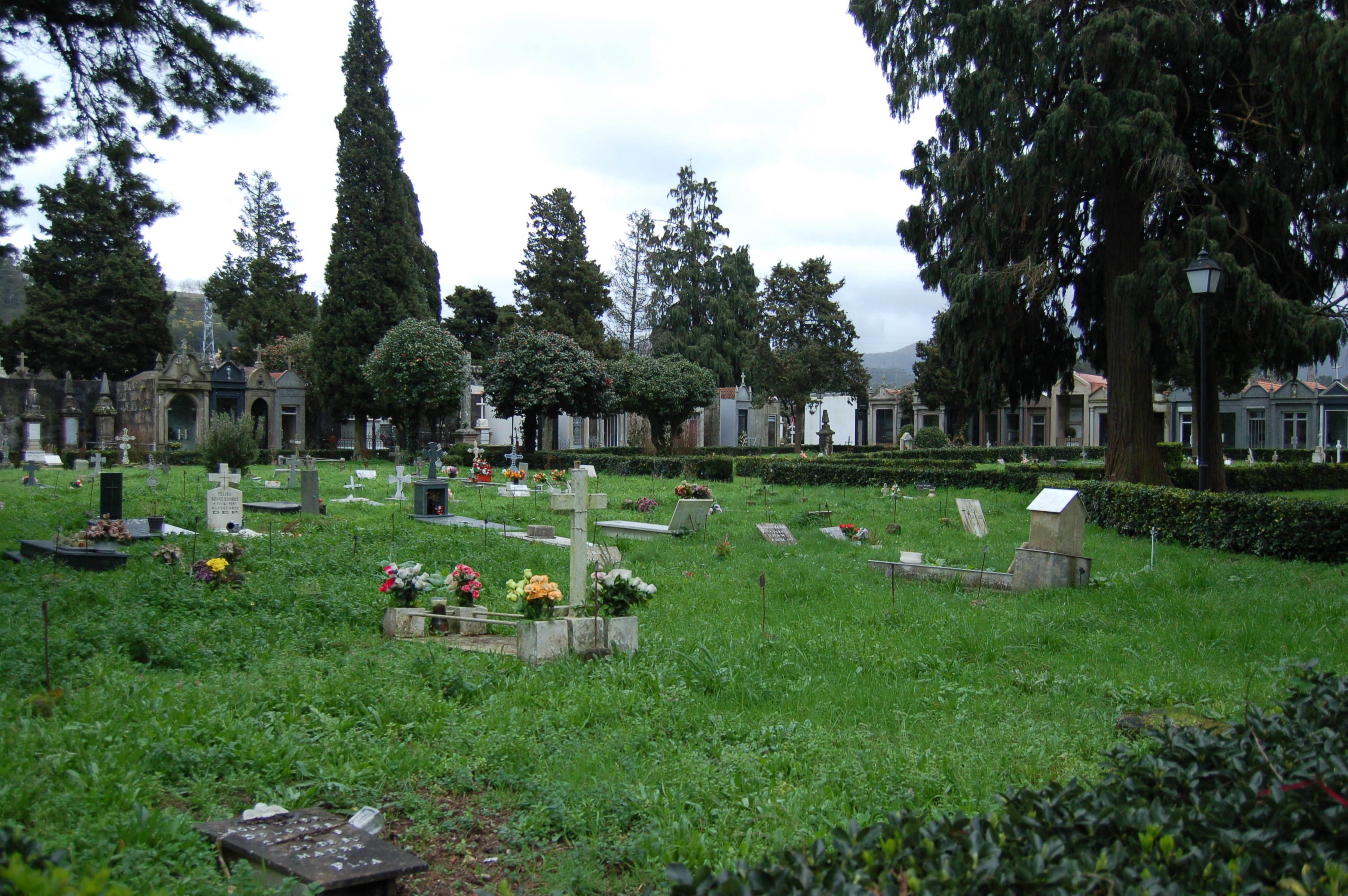
Vista general

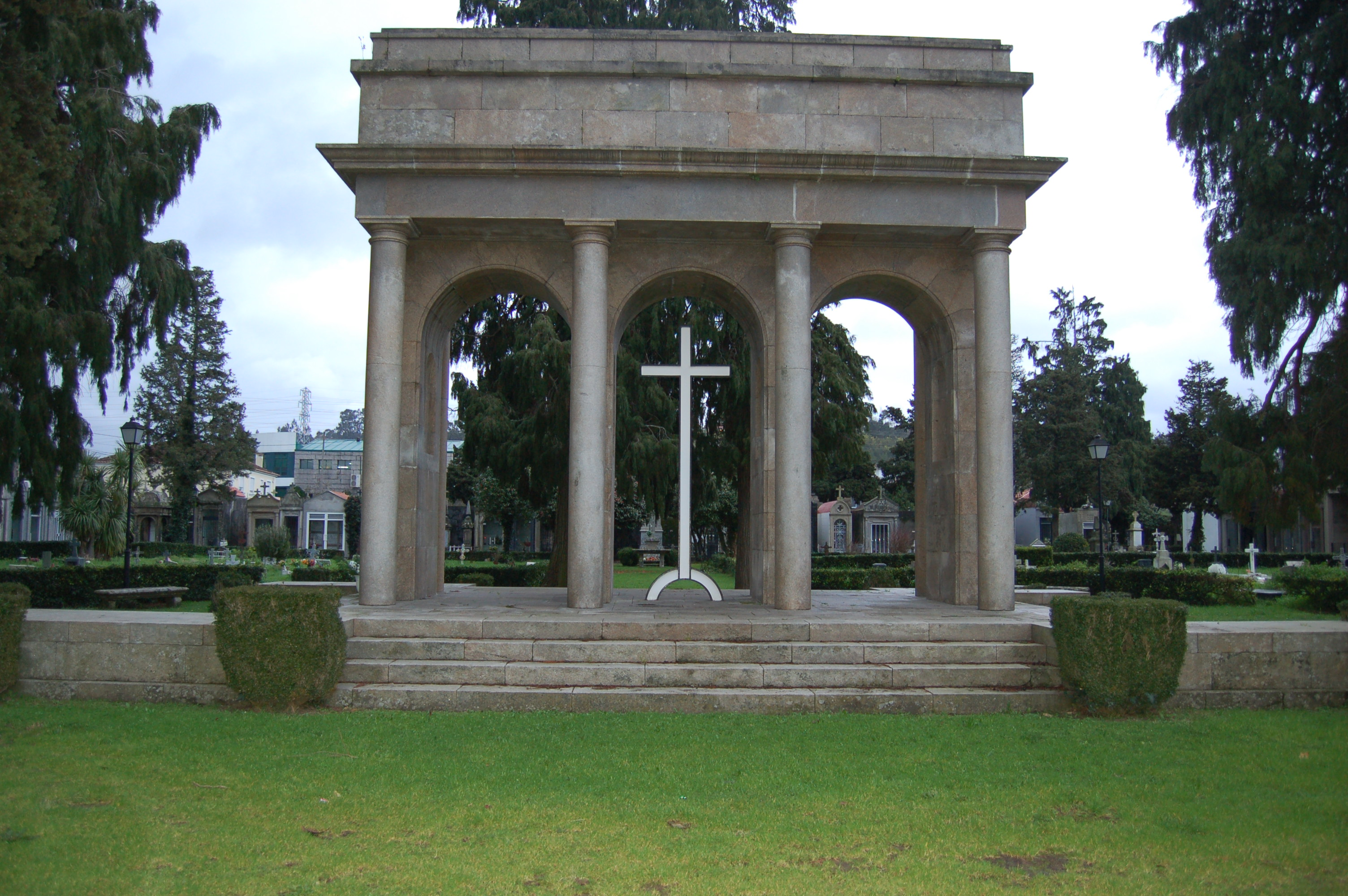
Panteó central

El cementiri municipal de Santo Amaro (també conegut com a San Mauro) és un cementiri de la parròquia de Mourente, al municipi de Pontevedra. Aquest és el cementiri més gran de tot el municipi. Va ser projectat l'any 1879 per l'arquitecte municipal Alejandro Rodríguez Sesmero i inaugurat el 29 de setembre de 1882. El primer personatge famós que va ser enterrat aquí va ser l'escriptor pontevedrenc Andrés Muruais, que va morir dies després de l'obertura del recinte.
L'any 2012 el consistori va posar en marxa un programa de visites guiades al cementiri.

## Persones il·lustres
Algunes persones enterrades al cementiri:
- Fernando Sarabia (1781–1849), militar i polític.
- Andrés Muruais (1851–1882), escriptor i periodista.
- Indalecio Armesto (1838–1890), escriptor, periodista, jurista, filòsof i polític.
- Jesús Muruais (1852–1903), escriptor i periodista.
- Eduardo Vincenti (1857–1924), polític.
- Perfecto Feijoo (1858–1935), farmacèutic i musicòleg.
- Alexandre Bóveda (1903–1936), intel·lectual i polític.
- José Adrio Barreiro (1910–1936), advocat i polític.
- Celestino Poza Cobas (1868–1954), professor, metge i polític.
- Antonio Iglesias Vilarelle (1891–1971), professor i músic.
- Francisco Javier Sánchez Cantón (1891–1971), historiador.
- Luís Amado Carballo (1901-1927), periodista i poeta.
- Manuel Cuña Novás (1924–1992), escriptor i polític.
- Antonio Heredero (1918-2008), pintor.
- Celestino López de Castro (1860-1934), metge.

## Galeria d'imatges
- Sepulcre de Perfecto Feijoo
- Nínxols
- Homenatge a Celestino Poza, Aurora Poza i José Adrio
- Sepulcre de Jesús Muruais